# Proceratophrys
Proceratophrys là một chi động vật lưỡng cư trong họ Cycloramphidae, thuộc bộ Anura. Chi này có 18 loài và 22% bị đe dọa hoặc tuyệt chủng.

## Danh sách loài
- Proceratophrys appendiculata (Günther, 1873)
- Proceratophrys aridus[2] Cruz, Nunes & Juncá, 2012
- Proceratophrys avelinoi Mercadal de Barrio & Barrio, 1993
- Proceratophrys belzebul[3] Dias, Amaro, Carvalho-e-Silva & Rodrigues, 2013
- Proceratophrys bigibbosa (Peters, 1872)
- Proceratophrys boiei (Wied-Neuwied, 1824)
- Proceratophrys brauni Kwet & Faivovich, 2001
- Proceratophrys caramaschii[2] Cruz, Nunes & Juncá, 2012
- Proceratophrys carranca[4] Godinho, Moura, Lacerda & Feio, 2013
- Proceratophrys concavitympanum Giaretta, Bernarde, & Kokubum, 2000
- Proceratophrys cristiceps (Müller, 1883)
- Proceratophrys cururu Eterovick & Sazima, 1998
- Proceratophrys goyana (Miranda-Ribeiro, 1937)
- Proceratophrys huntingtoni[5] Ávila, Pansonato & Strüssmann, 2012
- Proceratophrys izecksohni[3] Dias, Amaro, Carvalho-e-Silva & Rodrigues, 2013
- Proceratophrys laticeps Izecksohn & Peixoto, 1981
- Proceratophrys melanopogon (Miranda-Ribeiro, 1926)
- Proceratophrys minuta[6] Napoli, Cruz, Abreu & Del-Grande, 2011
- Proceratophrys moehringi Weygoldt & Peixoto, 1985
- Proceratophrys moratoi (Jim & Caramaschi, 1980)
- Proceratophrys palustris Giaretta & Sazima, 1993
- Proceratophrys paviotii Cruz, Prado, & Izecksohn, 2005
- Proceratophrys phyllostoma Izecksohn, Cruz, & Peixoto, 1999
- Proceratophrys redacta[7] Teixeira, Amaro, Recoder, Dal Vechio & Rodrigues, 2012
- Proceratophrys renalis (Miranda-Ribeiro, 1920)
- Proceratophrys rondonae Prado & Pombal, 2008
- Proceratophrys sanctaritae Cruz & Napoli, 2010
- Proceratophrys schirchi (Miranda-Ribeiro, 1937)
- Proceratophrys strussmannae[8] Ávila, Kawashita-Ribeiro & Morais, 2011
- Proceratophrys subguttata Izecksohn, Cruz, & Peixoto, 1999
- Proceratophrys tupinamba Prado & Pombal, 2008
- Proceratophrys vielliardi[9] Martins & Giaretta, 2011

## Hình ảnh

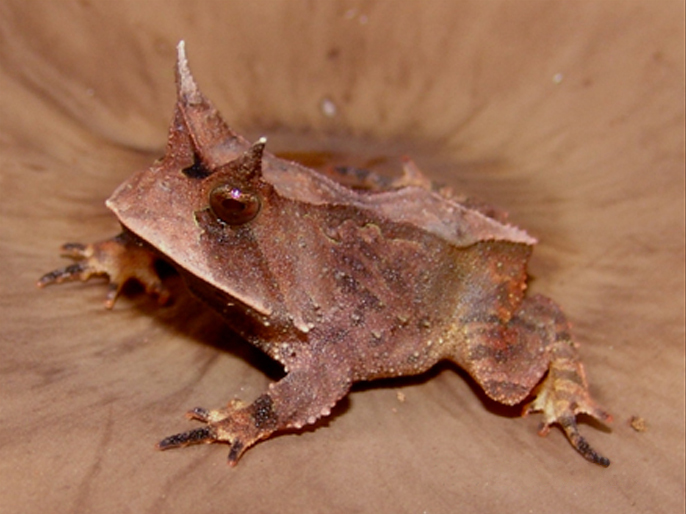
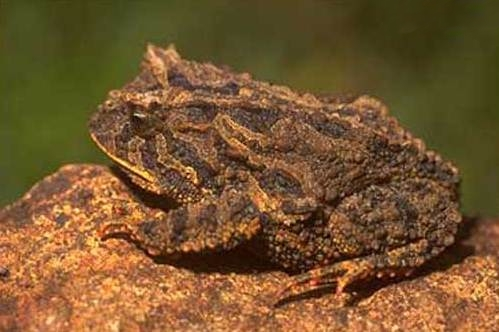
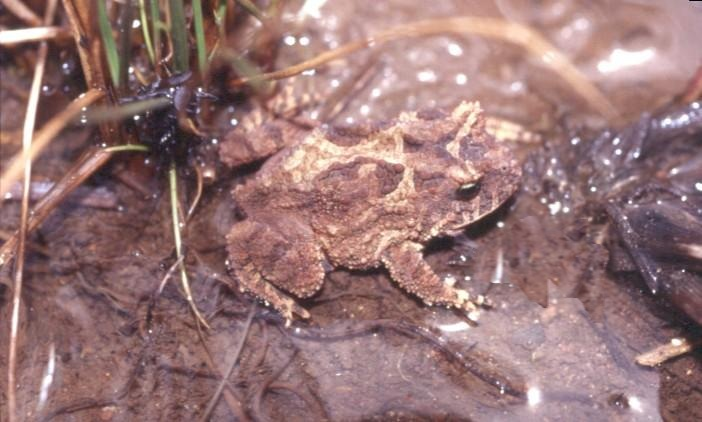